# Hosei

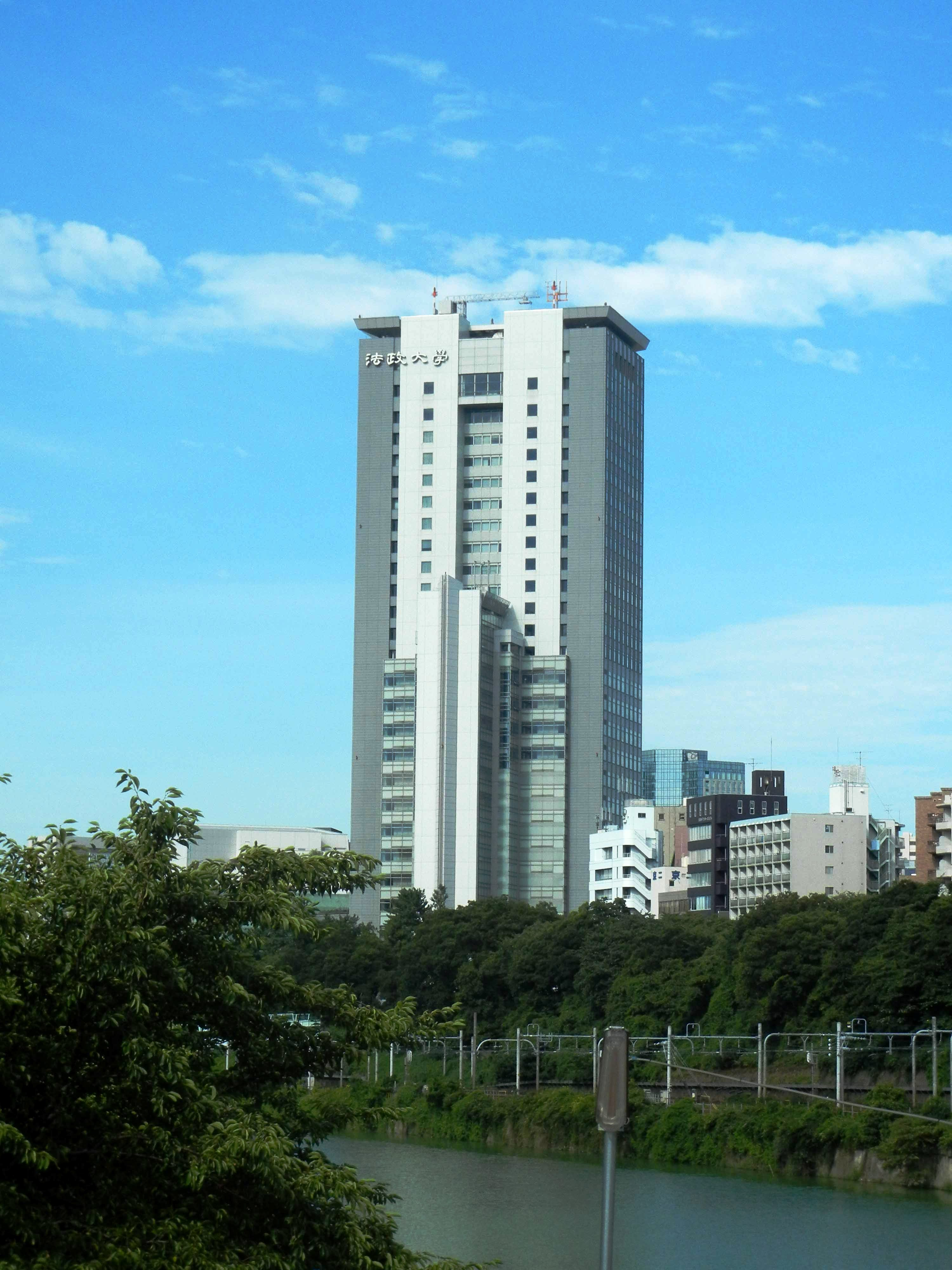
Hoseis universitet

Hosei-universitetet (法政大学, Hōsei daigaku) är ett av Tokyos mest kända universitet, och räknas till Tokyo roku daigaku-universiteten. Universitetet grundades 1880, men fick sitt nuvarande namn 1903.
Vid campus finns också ett gymnasium.